# فهد السبيعي (لاعب كرة قدم مواليد 1978)
فهد سعد السبيعي لاعب كرة قدم سعودي سابق ، ولعب في و نادي الشباب ، كما مثل المنتخب السعودي للشباب و الناشئين و الأولمبي.

## مسيرة اللاعب
تدرج من براعم نادي الشباب وانضم لمنتخب الناشئين والشباب والأولمبي والأول وانتقل للحزم ومن ثم إلى التعاون وبعده إلى الرياض ثم النجمة ثم الفيحاء , ويجيد اللعب في جميع مراكز الوسط ويعتبر من أمهر صناع اللعب في الكرة السعودية